# 拉利贝拉岩石教堂
拉利贝拉岩石教堂是埃塞俄比亚的一处世界遗产，共有11座岩石教堂。位于埃塞俄比亚山区拉利貝拉海拔2600米的岩石高原上。教堂建于13世纪，一共花费24年。
拉里貝拉城的考古挖掘工作目前尚未結束，考古隊2009年獲得每年進入教堂工作一個月的許可。 11座巨大的石雕教堂連為一體，每座教堂都嵌入群山之中，深入地下四、五十米。由於自然風化於侵蝕對教堂的損壞，聯合國教科文組織從2004年起開始組織對教堂的修復保護工作。

## 登录基准
该世界遗产被认为满足世界遺產登錄基準中的以下基準而予以登錄：
- （i）表现人类创造力的经典之作。
- （ii）在某期间或某种文化圈里对建筑、技术、纪念性艺术、城镇规划、景观设计之发展有巨大影响，促进人类价值的交流。
- （iii）呈现有关现存或者已经消失的文化传统、文明的独特或稀有之证据。